# St. Maria (Bossarts)

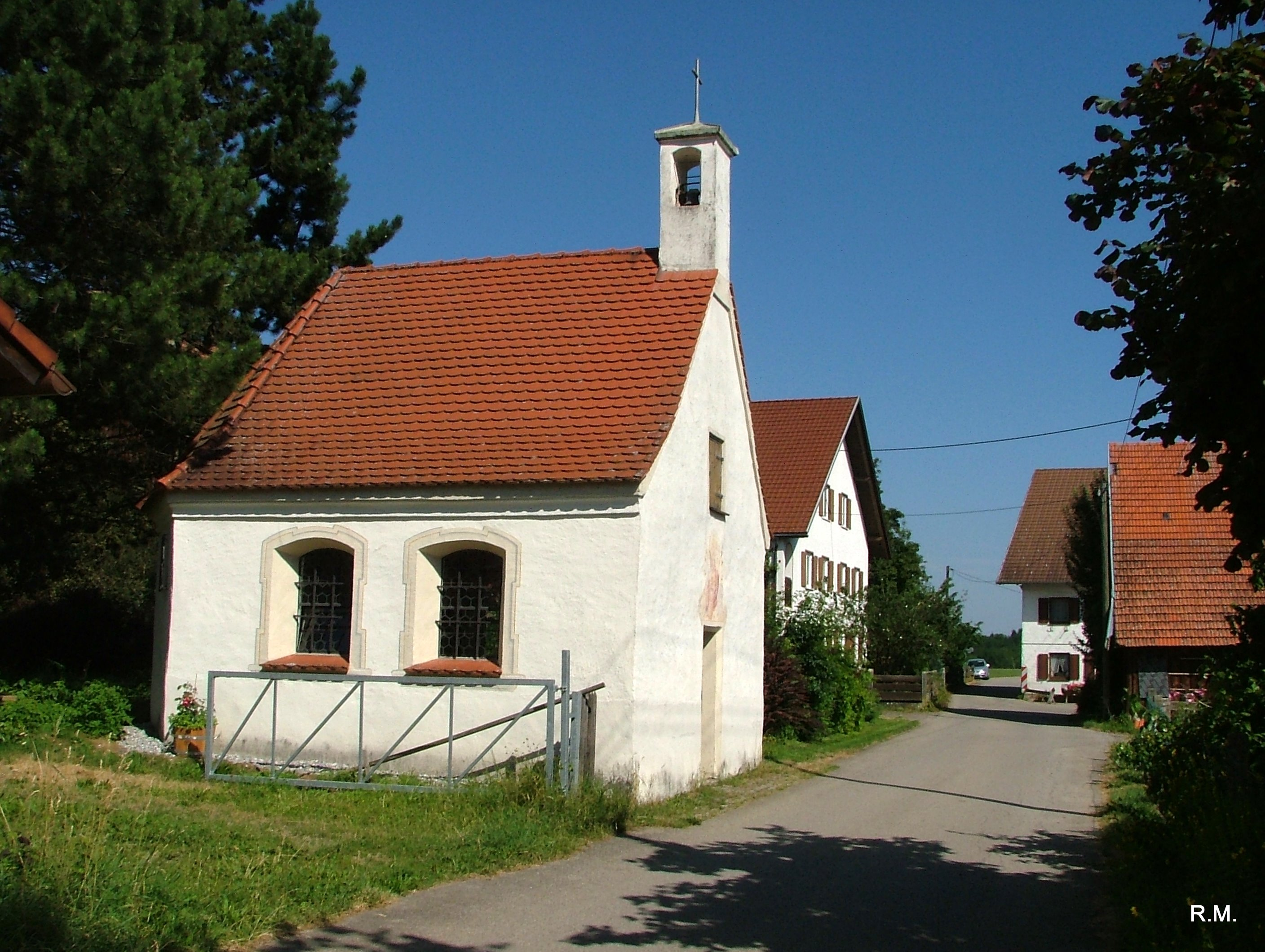
Kapelle St. Maria in Bossarts

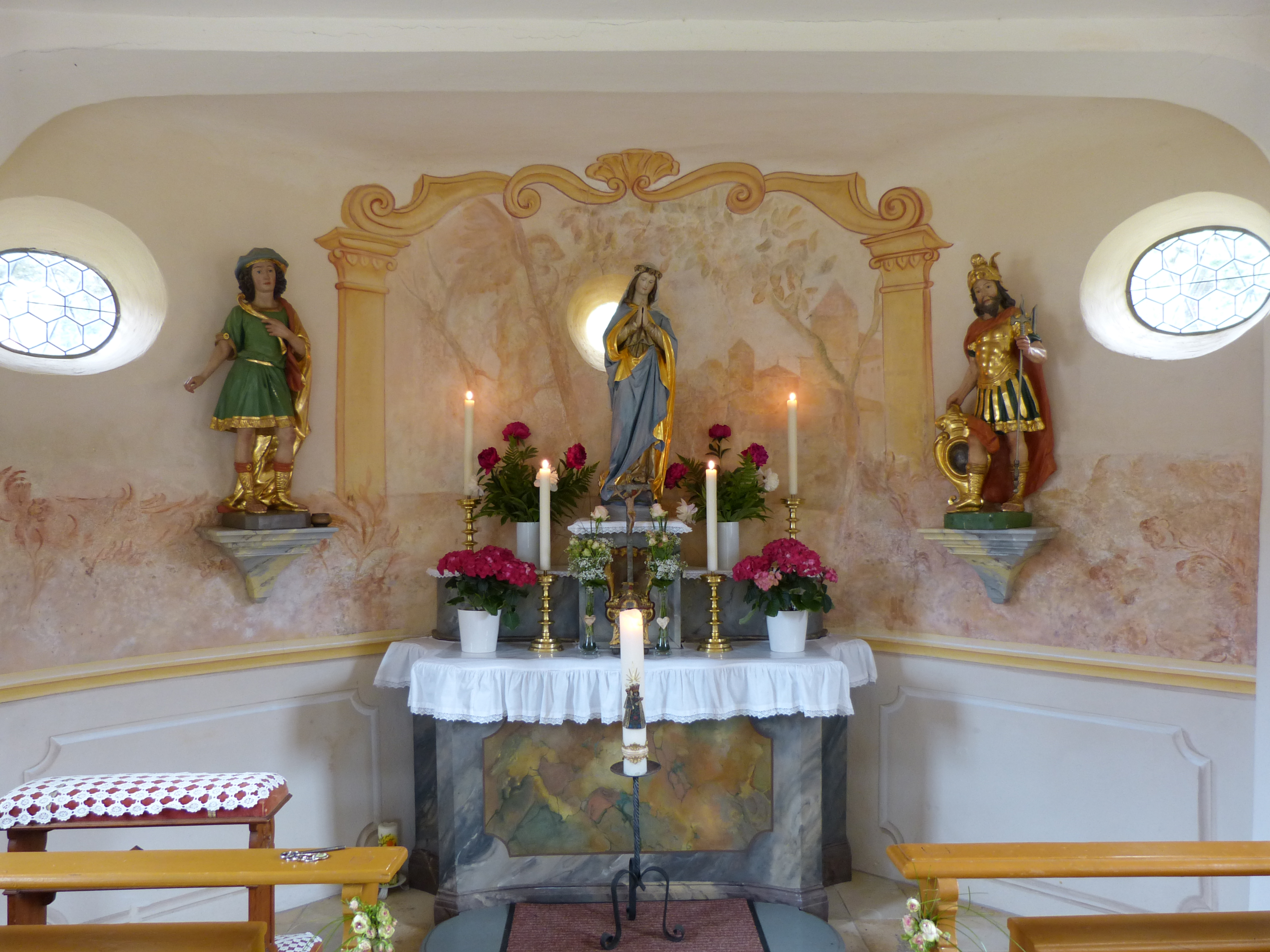
Altar der Kapelle St. Maria in Bossarts

Die römisch-katholische Kapelle St. Maria, ist ein kleiner Kirchenbau aus dem 18. Jahrhundert und befindet sich im Weiler Bossarts bei Wolfertschwenden im Landkreis Unterallgäu, Bayern. 

## Lage
Die Kapelle in der Mitte des Weilers, unmittelbar an der Durchgangsstraße, steht unter Denkmalschutz und ist nach Südwesten ausgerichtet.

## Baubeschreibung
Das Gebäude besteht aus einem rechteckigen Innenraum, an das sich die dreiseitig geschlossene Apsis anschließt. Errichtet wurde die Kapelle um das Jahr 1778. In beiden Seiten des kleinen flachgedeckten Langhauses befinden sich stichbogige Fenster. In den Schrägachsen der Apsis ist jeweils ein querovales Ochsenauge, in der Stirnseite ein kleines kreisförmiges Fenster eingesetzt. Der Zugang zur Kapelle erfolgt durch eine Rechtecktür in der Westseite. Darüber befindet sich ein kleiner Dachreiter mit Zeltdach. Gedeckt ist die Kapelle mit einem Satteldach.

## Ausstattung
Die Wandmalereien in der Kapelle stammen aus der Zeit der Errichtung der Kapelle um 1778. Im dreiseitigen Chorschluss ist ein Engel mit Phantasievedute, welche eine Stadt und Landschaft darstellt, dargestellt. In einem Medaillon an der Kapellendecke ist eine Darstellung des Prager Jesuskindes zu sehen. Bezeichnet ist das Deckengemälde mit 1792. Des Weiteren befindet sich innen, oberhalb der Eingangstüre, die Darstellung des heiligen Sebastian.
Auf der konkav geschwungenen marmorierten Mensa des Altars befand sich ursprünglich eine gefasste gotische Marienfigur, welche um das Jahr 1490 geschaffen wurde. Die Marienfigur, deren Unterteil abgeschnitten wurde, befindet sich jedoch mittlerweile in der Kirche St. Cyriakus in Niederdorf und wurde durch eine andere stehende Marienfigur ersetzt. An der linken Seitenwand befindet sich zwischen beiden Fenstern eine gefasste aus Holz gefertigte Schutzengelgruppe aus der Mitte des 18. Jahrhunderts. Auf 15 Holztafeln ist der Kreuzweg aus dem 18. Jahrhundert gemalt.

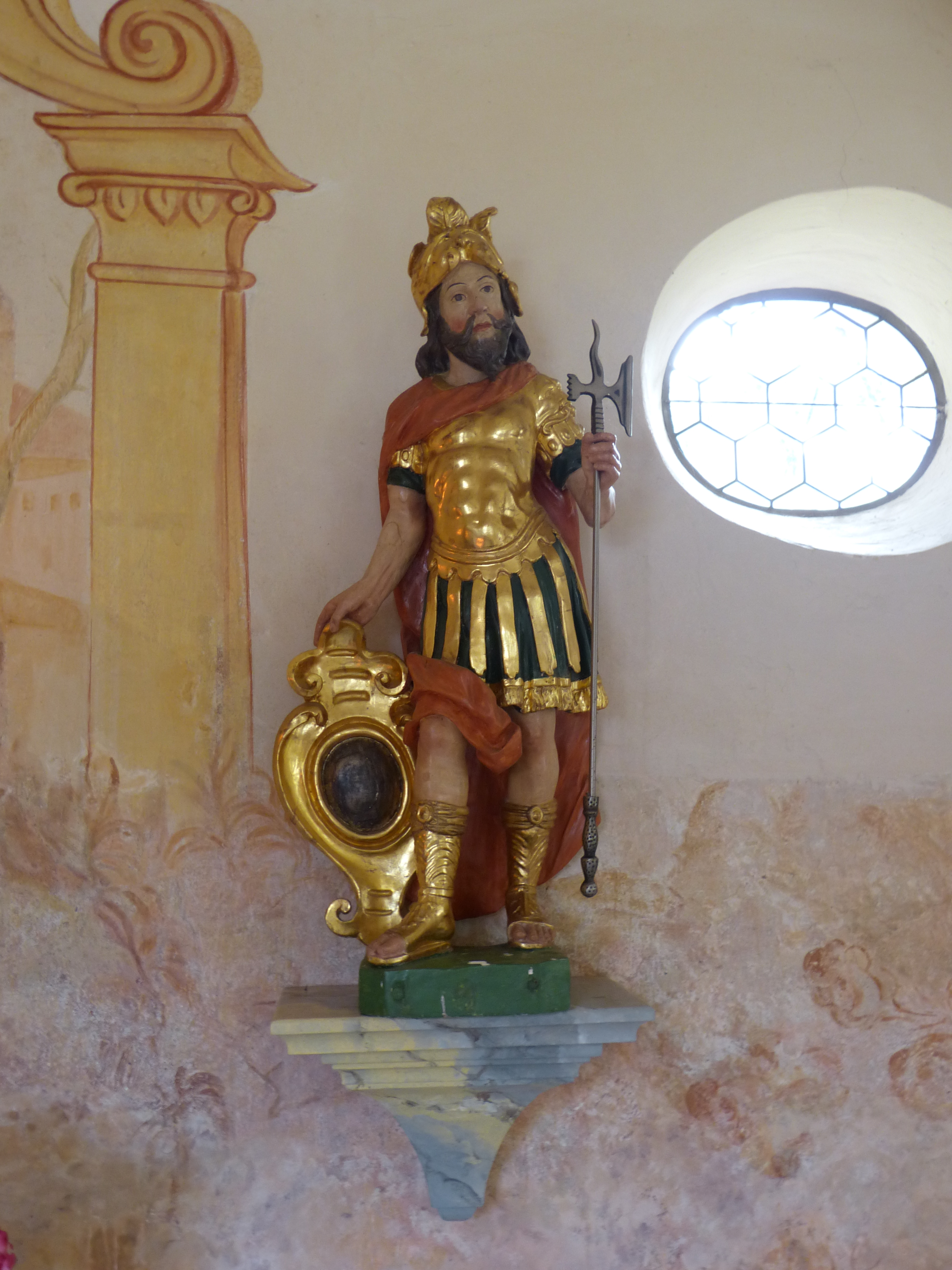
Heiligenfigur des Theodor Tiro
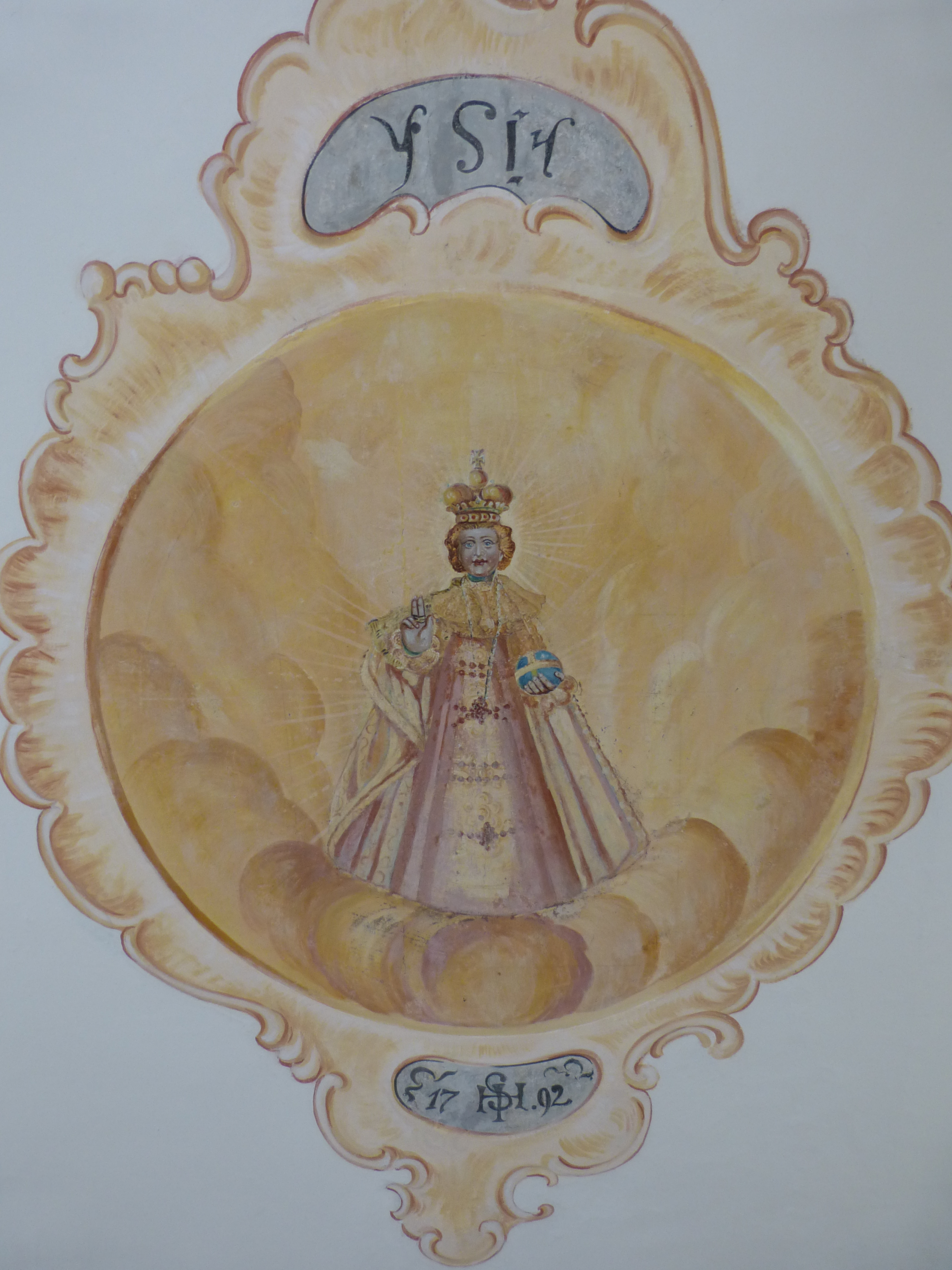
Deckengemälde mit der Darstellung des Prager Jesuskind, bezeichnet mit 1792
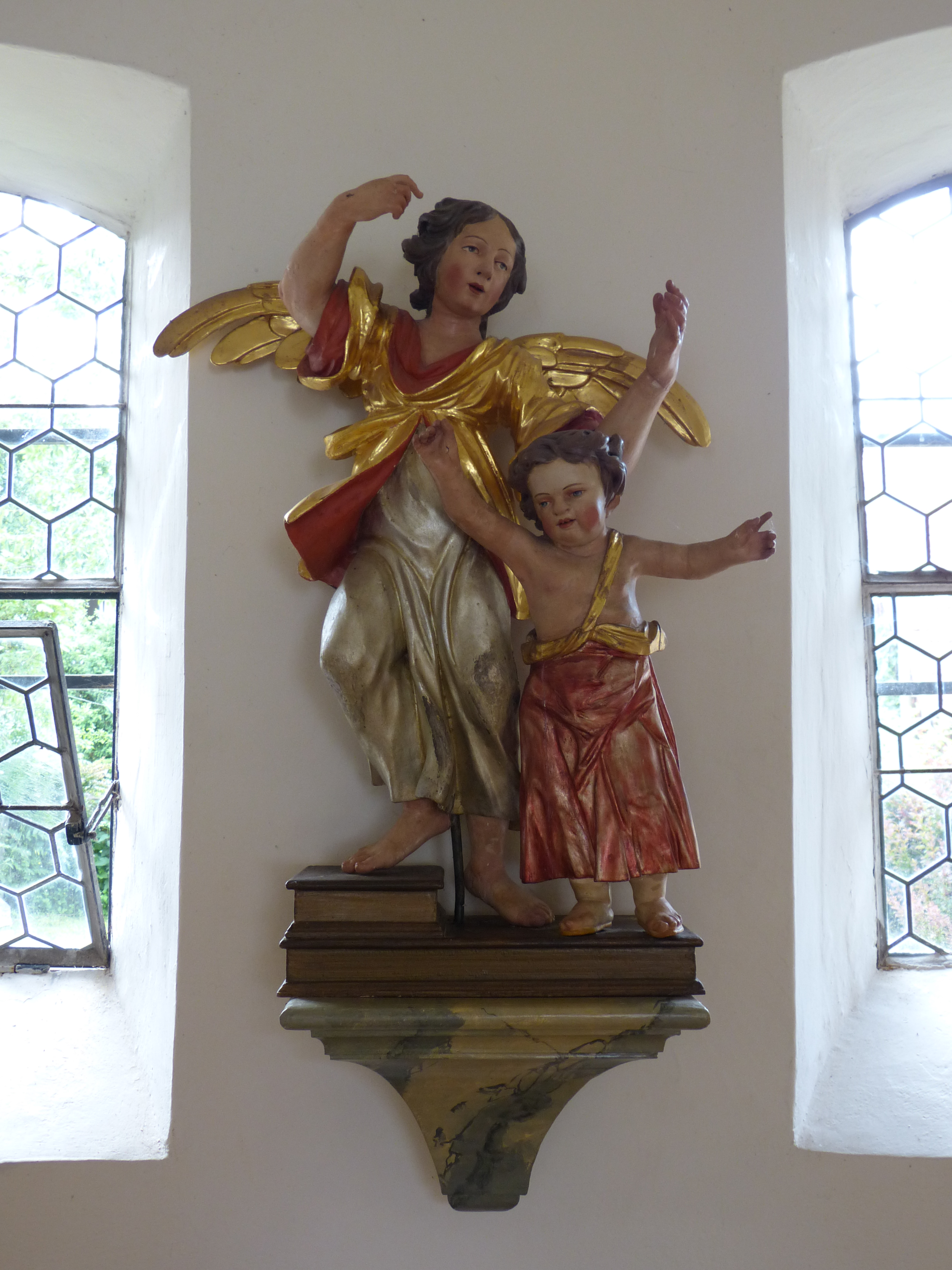
Schutzengelgruppe, ca. Mitte des 18. Jahrhunderts